# Liste der Mitglieder im 12. Inatsisartut
Das 12. Inatsisartut wurde nach der Parlamentswahl in Grönland 2014 gebildet und war bis 2018 im Amt.

## Aufbau
- IA: 11
- S: 11
- PN: 3
- D: 4
- A: 2

- IA: 11
- S: 13
- PN: 3
- D: 3
- SA: 1

| Partei | Partei               | Abgeordnete zu Beginn der Legislaturperiode | Abgeordnete zum Ende der Legislaturperiode | Abgänge                                                                    | Zugänge                                                   |
| ------ | -------------------- | ------------------------------------------- | ------------------------------------------ | -------------------------------------------------------------------------- | --------------------------------------------------------- |
|        | Siumut               | 11                                          | 13                                         | keine                                                                      | Knud Kristiansen Mala Høy Kúko                            |
|        | Inuit Ataqatigiit    | 11                                          | 11                                         | Juliane Henningsen Naaja H. Nathanielsen Kalistat Lund Iddimanngiiu Bianco | Múte B. Egede Hans Aronsen Debora Kleist Kelly Berthelsen |
|        | Demokraatit          | 4                                           | 3                                          | Anda Uldum Michael Rosing                                                  | Michael Rosing                                            |
|        | Partii Naleraq       | 3                                           | 3                                          | keine                                                                      | keine                                                     |
|        | Atassut              | 2                                           | 0                                          | Knud Kristiansen Mala Høy Kúko                                             | keine                                                     |
|        | Suleqatigiissitsisut | 0                                           | 1                                          | keine                                                                      | Michael Rosing                                            |
| Gesamt | Gesamt               | 31                                          | 31                                         |                                                                            |                                                           |

## Parlamentspräsidium
|                     | 12. Dezember 2014 – 25. September 2015                                           | 25. September 2015 – 16. September 2016                                    | 16. September 2016 – 31. Oktober 2016                                       | 31. Oktober 2016 – 24. April 2017                                               | 24. April 2017 – 22. September 2017                                                 | 22. September 2017 – 15. Mai 2018                                                   |
| ------------------- | -------------------------------------------------------------------------------- | -------------------------------------------------------------------------- | --------------------------------------------------------------------------- | ------------------------------------------------------------------------------- | ----------------------------------------------------------------------------------- | ----------------------------------------------------------------------------------- |
| Vorsitzender        | Lars-Emil Johansen (Siumut) Suppleant: Vivian Motzfeldt (Siumut)                 | Lars-Emil Johansen (Siumut) Suppleant: Siverth K. Heilmann (Atassut)       | Lars-Emil Johansen (Siumut) Suppleant: Siverth K. Heilmann (Atassut)        | Lars-Emil Johansen (Siumut) Suppleant: Vivian Motzfeldt (Siumut)                | Lars-Emil Johansen (Siumut) Suppleant: Vivian Motzfeldt (Siumut)                    | Lars-Emil Johansen (Siumut) Suppleant: Vivian Motzfeldt (Siumut)                    |
| 1. Vizevorsitzender | Agathe Fontain (Inuit Ataqatigiit) Suppleant: Mimi Karlsen (Siumut)              | Agathe Fontain (Inuit Ataqatigiit) Suppleant: Mimi Karlsen (Siumut)        | Agathe Fontain (Inuit Ataqatigiit) Suppleant: Mimi Karlsen (Siumut)         | Ane Hansen (Inuit Ataqatigiit) Suppleant: Debora Kleist (Inuit Ataqatigiit)     | Ane Hansen (Inuit Ataqatigiit) Suppleant: Debora Kleist (Inuit Ataqatigiit)         | Mimi Karlsen (Inuit Ataqatigiit) Suppleant: Hans Aronsen (Inuit Ataqatigiit)        |
| 2. Vizevorsitzender | Justus Hansen (Demokraatit) Suppleant: Michael Rosing (Demokraatit)              | Justus Hansen (Demokraatit) Suppleant: Michael Rosing (Demokraatit)        | Justus Hansen (Demokraatit) Suppleant: Michael Rosing (Demokraatit)         | Ineqi Kielsen (Siumut) Suppleant: Jess Svane (Siumut)                           | Ineqi Kielsen (Siumut) Suppleant: Jess Svane (Siumut)                               | Ineqi Kielsen (Siumut) Suppleant: Jess Svane (Siumut)                               |
| 3. Vizevorsitzender | Juliane Henningsen (Inuit Ataqatigiit) Suppleant: Ane Hansen (Inuit Ataqatigiit) | Ane Hansen (Inuit Ataqatigiit) Suppleant: Hans Aronsen (Inuit Ataqatigiit) | Ane Hansen (Inuit Ataqatigiit) Suppleant: Debora Kleist (Inuit Ataqatigiit) | Mimi Karlsen (Inuit Ataqatigiit) Suppleant: Peter Olsen (Inuit Ataqatigiit)     | Mimi Karlsen (Inuit Ataqatigiit) Suppleant: Peter Olsen (Inuit Ataqatigiit)         | Debora Kleist (Inuit Ataqatigiit) Suppleant: Peter Olsen (Inuit Ataqatigiit)        |
| 4. Vizevorsitzender | Nikkulaat Jeremiassen (Siumut) Suppleant: Jens Immanuelsen (Siumut)              | Nikkulaat Jeremiassen (Siumut) Suppleant: Jens Immanuelsen (Siumut)        | Ineqi Kielsen (Siumut) Suppleant: Jens Immanuelsen (Siumut)                 | Randi Vestergaard Evaldsen (Demokraatit) Suppleant: Justus Hansen (Demokraatit) | Anthon Frederiksen (Partii Naleraq) Suppleant: Per Rosing-Petersen (Partii Naleraq) | Anthon Frederiksen (Partii Naleraq) Suppleant: Per Rosing-Petersen (Partii Naleraq) |

## Abgeordnete
Es wurden folgende Personen gewählt. Personen, die zum Ende der Legislaturperiode nicht mehr im Amt waren, sind grau markiert:
| Mitglied                   | Geburtsjahr | Partei | Partei                         | Anmerkung |
| -------------------------- | ----------- | ------ | ------------------------------ | --- |
| Suka K. Frederiksen        | 1965        |        | Siumut                         | Ministerin im Kabinett Kielsen II                                                                                 |
| Jens Immanuelsen           | 1960        |        | Siumut                         | |
| Doris J. Jensen            | 1978        |        | Siumut                         | Ministerin in den Kabinetten Kielsen I und II                                                                     |
| Nikkulaat Jeremiassen      | 1961        |        | Siumut                         | Minister im Kabinett Kielsen I ab dem 23. Mai 2016                                                                |
| Lars-Emil Johansen         | 1946        |        | Siumut                         | Parlamentspräsident                                                                                               |
| Ineqi Kielsen              | 1993        |        | Siumut                         | |
| Kim Kielsen                | 1966        |        | Siumut                         | |
| Karl-Kristian Kruse        | 1974        |        | Siumut                         | Minister im Kabinett Kielsen I, zurückgetreten am 23. Mai 2016, Minister im Kabinett Kielsen II ab 24. April 2017 |
| Anders Olsen               | 1971        |        | Siumut                         | |
| Martha Lund Olsen          | 1961        |        | Siumut                         | Ministerin in den Kabinetten Kielsen I und II, zurückgetreten am 27. Januar 2017                                  |
| Laura Táunâjik             | 1979        |        | Siumut                         | |
| Iddimanngiiu Bianco        | 1987        |        | Inuit Ataqatigiit              | ausgetreten am 1. Dezember 2017                                                                                   |
| Aqqaluaq B. Egede          | 1981        |        | Inuit Ataqatigiit              | Minister im Kabinett Kielsen II, ab 1. Januar 2018 mit Doppelmandat                                               |
| Agathe Fontain             | 1951        |        | Inuit Ataqatigiit              | Ministerin im Kabinett Kielsen II                                                                                 |
| Ane Hansen                 | 1961        |        | Inuit Ataqatigiit              | |
| Juliane Henningsen         | 1984        |        | Inuit Ataqatigiit              | ausgetreten am 1. November 2015                                                                                   |
| Mimi Karlsen               | 1957        |        | Inuit Ataqatigiit              | |
| Aaja Chemnitz Larsen       | 1977        |        | Inuit Ataqatigiit              | als Folketingsmitglied beurlaubt ab dem 25. September 2015, ab dem 22. September 2017 mit Doppelmandat            |
| Kalistat Lund              | 1959        |        | Inuit Ataqatigiit              | ausgetreten am 20. April 2017                                                                                     |
| Naaja H. Nathanielsen      | 1975        |        | Inuit Ataqatigiit/fraktionslos | Parteiaustritt am 4. März 2016, ausgetreten am 1. August 2016                                                     |
| Peter Olsen                | 1961        |        | Inuit Ataqatigiit              | |
| Sara Olsvig                | 1978        |        | Inuit Ataqatigiit              | |
| Randi Vestergaard Evaldsen | 1984        |        | Demokraatit                    | Ministerin im Kabinett Kielsen I ab 3. November 2015                                                              |
| Justus Hansen              | 1968        |        | Demokraatit                    | |
| Nivi Olsen                 | 1985        |        | Demokraatit                    | Ministerin im Kabinett Kielsen I                                                                                  |
| Anda Uldum                 | 1979        |        | Demokraatit                    | Minister im Kabinett Kielsen I, ausgetreten im Januar 2016                                                        |
| Hans Enoksen               | 1956        |        | Partii Naleraq                 | Minister im Kabinett Kielsen II                                                                                   |
| Anthon Frederiksen         | 1953        |        | Partii Naleraq                 | |
| Per Rosing-Petersen        | 1961        |        | Partii Naleraq                 | |
| Knud Kristiansen           | 1971        |        | Atassut/fraktionslos/Siumut    | Minister im Kabinett Kielsen I, Parteiaustritt am 10. Januar 2017, Parteieintritt am 23. Februar 2017             |
| Mala Høy Kúko              | 1969        |        | Atassut/Siumut                 | Minister im Kabinett Kielsen I, Parteiaustritt am 21. September 2017, Parteieintritt am 22. September 2017        |

Folgende Mitglieder der Siumut kamen als Nachrücker ins Parlament:
| Name                 | Geburtsjahr | 11. Dez. 2014 – 27. Jan 2017 (3) | 27. Jan 2017 – 24. Apr. 2017 (2) | 24. Apr. 2017 – 9. Okt. 2017 (3) | 9. Okt. 2017 – 30. Nov. 2017 (4) | 30. Nov. 2017 – 14. Mai 2018 (3) |
| -------------------- | ----------- | -------------------------------- | -------------------------------- | -------------------------------- | -------------------------------- | -------------------------------- |
| Jess Svane           | 1959        | für Minister                     | für Minister                     | für Minister                     | für Minister                     | für Minister                     |
| Vivian Motzfeldt     | 1972        | für Minister                     | für Minister                     | für Minister                     | für Minister                     | für Minister                     |
| Jens-Erik Kirkegaard | 1975        | für Minister                     | —                                | für Minister                     | für Minister                     | für Minister                     |
| Pitsi Høegh          | 1964        | —                                | —                                | —                                | für Anders Olsen                 | —                                |

Folgende Mitglieder der Inuit Ataqatigiit kamen als Nachrücker ins Parlament:
| Name                 | Geburtsjahr | 11. Dez. 2014 – 6. Mär. 2015 (0) | 6. Mär. 2015 – xx. Mai 2015 (1) | xx. Mai 2015 – 25. Sep. 2015 (0) | 25. Sep. 2015 – 1. Nov. 2015 (1) | 1. Nov. 2015 – 16. Sep. 2016 (2) | 16. Sep. 2016 – 31. Okt. 2016 (3) | 31. Okt. 2016 – 20. Apr. 2017 (5) | 20. Apr. 2017 – 22. Sep. 2017 (6) | 22. Sep. 2017 – 30. Nov. 2017 (6) | 1. Jan. 2018 14. Mai 2018 (6) |
| -------------------- | ----------- | -------------------------------- | ------------------------------- | -------------------------------- | -------------------------------- | -------------------------------- | --------------------------------- | --------------------------------- | --------------------------------- | --------------------------------- | ----------------------------- |
| Múte B. Egede        | 1987        | —                                | für Mimi Karlsen                | —                                | für Aaja Chemnitz Larsen         | für Juliane Henningsen           | für Juliane Henningsen            | — (Minister)                      | für Juliane Henningsen            | für Juliane Henningsen            | für Juliane Henningsen        |
| Hans Aronsen         | 1967        | —                                | —                               | —                                | —                                | für Aaja Chemnitz Larsen         | —                                 | für Juliane Henningsen            | für Naaja H. Nathanielsen         | für Naaja H. Nathanielsen         | für Naaja H. Nathanielsen     |
| Debora Kleist        | 1959        | —                                | —                               | —                                | —                                | —                                | für Naaja H. Nathanielsen         | für Naaja H. Nathanielsen         | für Kalistat Lund                 | für Kalistat Lund                 | für Kalistat Lund             |
| Kelly Berthelsen     | 1967        | —                                | —                               | —                                | —                                | —                                | für Aaja Chemnitz Larsen          | für Minister                      | für Minister                      | für Minister                      | für Iddimanngiiu Bianco       |
| Bendt B. Kristiansen | ?           | —                                | —                               | —                                | —                                | —                                | —                                 | für Minister                      | für Minister                      | für Minister                      | für Minister                  |
| Villy Olsvig         | 1963/64     | —                                | —                               | —                                | —                                | —                                | —                                 | für Aaja Chemnitz Larsen          | für Aaja Chemnitz Larsen          | für Ane Hansen                    | für Ane Hansen                |

Iddimanngiiu Bianco verließ das Parlament am 30. November 2017. Erst am 1. Januar 2018 trat Aqqaluaq B. Egede ein. Theoretisch wäre im Dezember, als keine Sitzung stattfand, der mittlerweile zur Siumut übergetretene Jens Vetterlain nachgerückt.
Folgende Mitglieder der Demokraatit kamen als Nachrücker ins Parlament:
| Name               | Geburtsjahr | 11. Dez. 2014 – 3. Nov. 2015 (2) | 3. Nov. 2015 – 31. Okt. 2016 (3) | 31. Okt. 2016 – 14. Mai 2018 (1) |
| ------------------ | ----------- | -------------------------------- | -------------------------------- | -------------------------------- |
| Michael Rosing     | 1968        | für Minister                     | für Anda Uldum                   | für Anda Uldum                   |
| Tillie Martinussen | 1980        | für Minister                     | für Minister                     | —                                |
| Poul Hansen        | ?           | —                                | für Minister                     | —                                |

Michael Rosing verließ die Partei am 19. September 2017 und gründete am 11. Januar 2018 die Suleqatigiissitsisut.
Folgendes Mitglied der Partii Naleraq kam als Nachrücker ins Parlament:
| Name             | Geburtsjahr | 11. Dez. 2014 – 31. Okt. 2016 (0) | 31. Okt. 2016 – 14. Mai 2018 (1) |
| ---------------- | ----------- | --------------------------------- | -------------------------------- |
| Henrik Fleischer | 1963        | —                                 | für Minister                     |

Folgende Mitglieder der Atassut kamen als Nachrücker ins Parlament:
| Name                | Geburtsjahr | 11. Dez 2014 – 25. Sep. 2015 (2) | 25. Sep. 2015 – 3. Dez. 2015 (2) | 3. Dez. 2015 – 31. Okt. 2016 (2) | 31. Okt. 2016 – 14. Mai 2018 (0) |
| ------------------- | ----------- | -------------------------------- | -------------------------------- | -------------------------------- | -------------------------------- |
| Siverth K. Heilmann | 1953        | für Minister                     | —                                | für Minister                     | —                                |
| Steen Lynge         | 1963        | für Minister                     | für Minister                     | für Minister                     | —                                |
| Panínguaĸ M. Kruse  | ?           | —                                | für Minister                     | —                                | —                                |